# Wilhelm von Schleinitz
Wilhelm Johannes Heinrich Karl Freiherr von Schleinitz (* 4. Juni 1794 in Blankenburg; † 3. November 1856 in Braunschweig) war ein langjähriger führender Minister im Herzogtum Braunschweig. Er hat insbesondere als Innen- und Justizminister eine Reformpolitik verfolgt.

## Herkunft
Er entstammte dem alten meißnischen Adelsgeschlecht von Schleinitz, das bereits im 16. Jahrhundert in den Reichsfreiherrnstand erhoben wurde, und war der Sohn des Blankenburger Regierungspräsidenten und späteren herzoglich braunschweigischen Ministers Karl Ferdinand Freiherr von Schleinitz (1756–1837) und der Barbara von Hochstetter (1768–1819). Am 20. Dezember 1853 erhielt er als herzoglich braunschweigischer Staatsminister die Braunschweiger Freiherrnstandsbestätigung. Er war der älteste Bruder des preußischen Regierungspräsidenten Julius von Schleinitz (1806–1865) und des in den Grafenstand erhobenen preußischen Staatsministers Alexander von Schleinitz (1807–1885).

## Leben
Schleinitz besuchte zunächst die Schule in seiner Geburtsstadt. Nach der Versetzung seines Vaters nach Halberstadt in der Zeit des Königreichs Westphalen besuchte er das dortige Domgymnasium. Seit 1812 studierte von Schleinitz Rechtswissenschaften in Göttingen. Unterbrochen wurde das Studium ab 1813 durch die Teilnahme als Freiwilliger in den Befreiungskriegen. Im Jahr 1814 wurde er vom Fähnrich zum Leutnant befördert. Ein Jahr später nahm er an der Schlacht bei Waterloo teil. Auf eigenen Wunsch wurde Schleinitz 1816 auf Wartegeld gesetzt und nahm seine Studien wieder auf.
Nach dem Abschluss des Studiums wurde Schleinitz 1818 Assessor am Landesgericht in Wolfenbüttel. Im Jahr 1823 wurde er Hofrat und damit ordentliches Mitglied des Landesgerichts. 

### Reformpolitik
Nach der Vertreibung von Herzog Karl wurde Schleinitz von Herzog Wilhelm 1830 in die Regierung geholt. Anfangs nur konsultatives Mitglied des Staatsministeriums, spielte er von Beginn an eine bedeutende Rolle. Bereits am 12. Oktober wurde er zum Ministerialrat ernannt und erhielt die Ressorts der Justiz und des Äußeren. Die Leitung der äußeren Angelegenheiten gab er bald wieder auf und übernahm stattdessen das Innenressort. Im Jahr 1831 wurde er zum Geheimen Rat und 1843 zum Staatsminister ernannt.
Innenpolitisch unterstützte Schleinitz die Reform der Verfassung. Diese führte zu einer Neufassung der Landschaftsordnung von 1832, an deren Zustandekommen der Minister beteiligt war. Daneben begann er die Staatsfinanzen in Ordnung zu bringen. Zu diesem Zweck wurde das Verhältnis des Landesherren zu den Domänen per Gesetz geregelt. Danach hatte dieser keinen direkten Zugriff mehr, sondern erhielt nur noch eine Zivilliste. Daneben war Schleinitz auf zahlreichen anderen Gebieten im Sinne einer Reformierung des Staates tätig.
Dazu zählt insbesondere auch die Reform der Justizorganisation. In diesen Zusammenhang gehört die Durchsetzung des neuen Kriminalgesetzbuches von 1840. Eine Strafprozessordnung folgte 1849 und eine Zivilprozessordnung 1850.
Schleinitz war bestrebt, die Reste der Feudalordnung zu beseitigen. Dazu dienten unter anderem die Ablösung- und Gemeinheitsteilungsordnung sowie ein Gesetz über die Allodifikation der Lehen. Durch diese und ähnliche Maßnahmen zog sich Schleinitz den Hass von Teilen des Adels zu. Deren Versuche, ihn aus dem Amt zu drängen, schlugen fehl, weil der Herzog seinem Minister das Vertrauen bewahrte.
Bedeutend war auch der Erlass einer Städte- und etwas später einer Gemeindeordnung. Dadurch erhielten die einzelnen Gemeinden Selbstverwaltungskompetenzen, wie sie in diesem Ausmaß nur in wenigen deutschen Staaten bestanden.
Wirtschaftspolitisch wurde der Straßen- und Eisenbahnbau gefördert. In Braunschweig herrschte unter von Schleinitz Glaubensfreiheit, und er stand auch den Einigungsbestrebungen der deutschen Staaten aufgeschlossen gegenüber.

### Revolution und Reaktionsära
Wegen seiner anerkannt fortschrittlichen Gesinnung hat Schleinitz als einziger Minister in Deutschland die Märzrevolution von 1848 unbeschadet überstanden. Nach dem Rücktritt des Grafen von Veltheim übernahm Schleinitz 1848 erneut das Außenministerium und seit 1851 auch das Departement für Militärangelegenheiten. Dafür gab er das Innenressort ab. 1850 war er Mitglied des Staatenhauses des Erfurter Unionsparlaments.
Während der Reaktionsära setzte er seine Politik zwar im Kern fort, musste aber insbesondere dem mächtigen Nachbarn Preußen einige Zugeständnisse machen. Am 1. Juni 1856 feierte er das 25-jährige Jubiläum einer ununterbrochenen Ministertätigkeit. Ein solches Ereignis war im damaligen Deutschland einzigartig. Am 3. November 1856 starb er an einem Nervenschlag.

## Familie
Seit 1824 war er mit Charlotte von Schrader (1802–1884) verheiratet. Aus der Ehe stammten vier Söhne und drei Töchter.

## Genealogie
- Gothaisches Genealogisches Taschenbuch der Freiherrlichen Häuser 1914. Justus Perthes, Justus Perthes, Gotha 1913, S. 738.
- Gothaisches Genealogisches Taschenbuch der Freiherrlichen Häuser 1910. Justus Perthes, Justus Perthes, Gotha 1909, S. 703.,
- Gothaisches Genealogisches Taschenbuch der Freiherrlichen Häuser (auf das Jahr) 1871. Justus Perthes, Justus Perthes, Gotha 1870, S. 612.,